# أليس (مسلسل تلفزيوني)
أليس  ((بالإنجليزية: Alice)، (هانغل: 앨리스)) هو مسلسل تلفزيوني كوري جنوبي، تم بثه على قناة إس بي إس كل يوم الجمعة والسبت في الساعة 22:00. يصنف بأنه «دراما خيال علمي إنساني حول رحلة عبر الزمن السحرية لامرأة تشبه أمها الميتة والرجل الذي فقد عواطفه». تم إصداره في جميع أنحاء العالم على نتفليكس في 1 مارس 2021.

## القصة
تدور دراما أليس حول بارك جين جيوم هو محقق عاطفي يتعرف علي وجود مسافرين عبر الزمن ويأتي من المستقبل من خلال جهاز يسمي أليس خلال تحقيقاته عن أليس يتحد مصيره مع امرأة تُوفيت منذ زمن بعيد تسمي يون تاي يي ستلعب الممثلة كيم هي سون شخصيتين متشابهتين يون تاي يي وبارك سون يونغ.

## بطولة

### رئيسي
- كم هي سون: في دور تاي يي / سون يونغ (كيم جي يو).

بارك سون يونغ امرأة لها ماض غامض وتعيش مع ابنها. ماتت في ظروف غامضة وتركت تعليمات مخيفة لابنها. يون تاي يي فيزيائية عبقرية تشبه بشكل مذهل بارك سون يونغ. واجهت بارك جين جيوم بسبب قضية غامضة وقررت مساعدته في كشف الحقيقة.
- جو وون: في دور جين كيوم [5]

1. مون جو وون بدوره عندما كان طفلاً بارك جين جيوم (الحلقة 1)
2. مون وو جين بدور بارك جين جيوم الشاب (الحلقة 1، 7)

وُلد بارك جين جيوم بدون القدرة على الشعور أو التعبير عن المشاعر. ترعرع على يد والدته الوحيدة التي كانت الشخص الوحيد الذي يهتم لأمره. يصبح محققًا بمساعدة جوو هيون سيوك. أثناء التحقيق في الحالات الغامضة، يعثر على المسافرين عبر الزمن.

### أدوار داعمة
- كوان سي يانغ بدور مين هيوك.[6]

وكيل شغوف لأليس ومسافر عبر الزمن، تخلى يو مين هيوك عن أهم شخص في حياته من أجل أليس. إنه ماهر للغاية ويقوم بعمله بإتقان. يواجه مشكلة مع الشرطة عندما يقرر أحد عملائه خرق قاعدة مهمة تتعلق بالسفر عبر الزمن.
- لي دا اين بدور كيم دوو ايون

صديقة جين جيوم الوحيد، وهي مراسلة لـ Sekyung Ilbo News ولديها إعجاب كبير بـ جين جيوم منذ المدرسة الثانوية. إنها تحقق في قضية غامضة تتعلق بطائرات بدون طيار غريبة.
- كيم سانغ هو بدور جوو هيون سيوك

محقق كبير وقائد فريق فريق التحقيق، كان مسؤولاً عن قضية قتل بارك سون يونغ، اعتنى هو وزوجته ببارك جين جيوم بعد وفاة والدته.
- تشوي وون يونغ في دور سوك أوه وون.[7]

مدير معهد كويبر للعلوم المتقدمة

### الناس في قسم الشرطة
- لي جاي يون في دور كيم دونج هو
- جونغ ووك في دور ها يونغ سيوك
- جي هيوك مثل في دور هونغ جيونغ ووك.[8]
- تشوي هونغ ايل في دور يون جونغ سوو.

### طاقم أليس
- كيم كيونغ نام بدور كي تشول ام
- هوانغ سيونغ إيون في دور أوه شي يونغ
- يانغ جي جي في دور تشوي سيونغ بيو
- نام كيونغ في دور جونغ هاي-سو

## المشاهدات
| الموسم | الموسم | رقم الحلقة | رقم الحلقة | رقم الحلقة | رقم الحلقة | رقم الحلقة | رقم الحلقة | رقم الحلقة | رقم الحلقة | رقم الحلقة | رقم الحلقة | رقم الحلقة | رقم الحلقة | رقم الحلقة | رقم الحلقة | رقم الحلقة | رقم الحلقة | المتوسط |
| الموسم | الموسم | 1          | 2          | 3          | 4          | 5          | 6          | 7          | 8          | 9          | 10         | 11         | 12         | 13         | 14         | 15         | 16         | المتوسط |
| ------ | ------ | ---------- | ---------- | ---------- | ---------- | ---------- | ---------- | ---------- | ---------- | ---------- | ---------- | ---------- | ---------- | ---------- | ---------- | ---------- | ---------- | ------- |
|        | 1      | 1.123      | 1.773      | 1.615      | 2.037      | 1.585      | 1.973      | 1.620      | 1.929      | 1.340      | 1.579      | 1.433      | 1.580      | 1.334      | 1.697      | 1.273      | 1.774      | 1.604   |

| الحلقة | الجزء  | تاريخ البث الأصلي | تقييمات (AGB Nielsen) | تقييمات (AGB Nielsen) |
| الحلقة | الجزء  | تاريخ البث الأصلي | على الصعيد الوطني     | سيول                  |
| ------ | ------ | ----------------- | --------------------- | --------------------- |
| 1      | 1      | 28 أغسطس 2020     | 4.1% (NR)             | N/A                   |
| 1      | 2      | 28 أغسطس 2020     | 6.1% (15th)           | 6.3% (16th)           |
| 2      | 1      | 29 أغسطس 2020     | 6.4% (NR)             | 7.0% (15th)           |
| 2      | 2      | 29 أغسطس 2020     | 9.2% (5th)            | 10.2% (5th)           |
| 3      | 1      | 4 سبتمبر 2020     | 7.2% (8th)            | 8.1% (7th)            |
| 3      | 2      | 4 سبتمبر 2020     | 8.4% (6th)            | 9.8% (3rd)            |
| 4      | 1      | 5 سبتمبر 2020     | 8.7% (9th)            | 9.6% (7th)            |
| 4      | 2      | 5 سبتمبر 2020     | 10.6% (4th)           | 11.4% (4th)           |
| 5      | 1      | 11 سبتمبر 2020    | 6.8% (12th)           | 7.4% (9th)            |
| 5      | 2      | 11 سبتمبر 2020    | 8.1% (7th)            | 8.5% (6th)            |
| 6      | 1      | 12 سبتمبر 2020    | 8.0% (9th)            | 9.3% (7th)            |
| 6      | 2      | 12 سبتمبر 2020    | 9.9% (4th)            | 11.3% (4th)           |
| 7      | 1      | 18 سبتمبر 2020    | 7.4% (11th)           | 8.2% (8th)            |
| 7      | 2      | 18 سبتمبر 2020    | 8.6% (6th)            | 9.4% (5th)            |
| 8      | 1      | 19 سبتمبر 2020    | 7.4% (8th)            | 7.7% (7th)            |
| 8      | 2      | 19 سبتمبر 2020    | 9.6% (4th)            | 10.0% (5th)           |
| 9      | 1      | 25 سبتمبر 2020    | 6.0% (15th)           | 6.1% (13th)           |
| 9      | 2      | 25 سبتمبر 2020    | 7.0% (11th)           | 7.5% (9th)            |
| 10     | 1      | 26 سبتمبر 2020    | 7.0% (12th)           | 7.3% (10th)           |
| 10     | 2      | 26 سبتمبر 2020    | 8.7% (6th)            | 8.9% (6th)            |
| 11     | 1      | 9 أكتوبر 2020     | 6.0% (17th)           | 6.2% (15th)           |
| 11     | 2      | 9 أكتوبر 2020     | 7.6% (11th)           | 8.2% (8th)            |
| 12     | 1      | 10 أكتوبر 2020    | 7.2% (10th)           | 7.6%(9th)             |
| 12     | 2      | 10 أكتوبر 2020    | 8.5% (6th)            | 8.8%(6th)             |
| 13     | 1      | 16 أكتوبر 2020    | 6.4% (13th)           | 7.3(11th)             |
| 13     | 2      | 16 أكتوبر 2020    | 7.4% (10th)           | 8,5%(8th)             |
| 14     | 1      | 17 أكتوبر 2020    | 6.1٪ (15th)           | 6.7(13th)             |
| 14     | 2      | 17 أكتوبر 2020    | 8.6٪ (6th)            | 9.0٪ (6th)            |
| 15     | 1      | 23 أكتوبر 2020    | 5,9% (th19)           | 6,1%(th18)            |
| 15     | 2      | 23 أكتوبر 2020    | 7,0% (th12)           | 7,4%(th9)             |
| 16     | 1      | 24 أكتوبر 2020    | 7.0% (11th)           | 7.3% (10th)           |
| 16     | 2      | 24 أكتوبر 2020    | 9.1% (6th)            | 9.8% (5th)            |
| المعدل | المعدل | المعدل            | 7.563%                | __                    |

## الإنتاج
في 31 يوليو 2020، أصدرت SBS صورًا من قراءة السيناريو الأول للمسلسل.
هذا هو أول دور تمثيلي للممثل Joo Won منذ تسريحه من الخدمة العسكرية الإلزامية في 5 فبراير 2019.

## روابط خارجية
- أليس على موقع IMDb (الإنجليزية)
- أليس على موقع نتفليكس (الإنجليزية)
- أليس على موقع كينوبويسك (الروسية)
- أليس على موقع قاعدة بيانات الفيلم (الإنجليزية)